# Pescopennataro
Pescopennataro là một đô thị ở tỉnh Isernia trong vùng Molise, có cự ly khoảng 45 km về phía tây bắc của Campobasso và khoảng 30 km về phía bắc của Isernia. Tại thời điểm ngày 31 tháng 12 năm 2004, đô thị này có dân số 349 và diện tích là 18,8 km².
Pescopennataro giáp các đô thị: Agnone, Borrello, Capracotta, Rosello, Sant'Angelo del Pesco.